# Dach-Moschusschildkröte

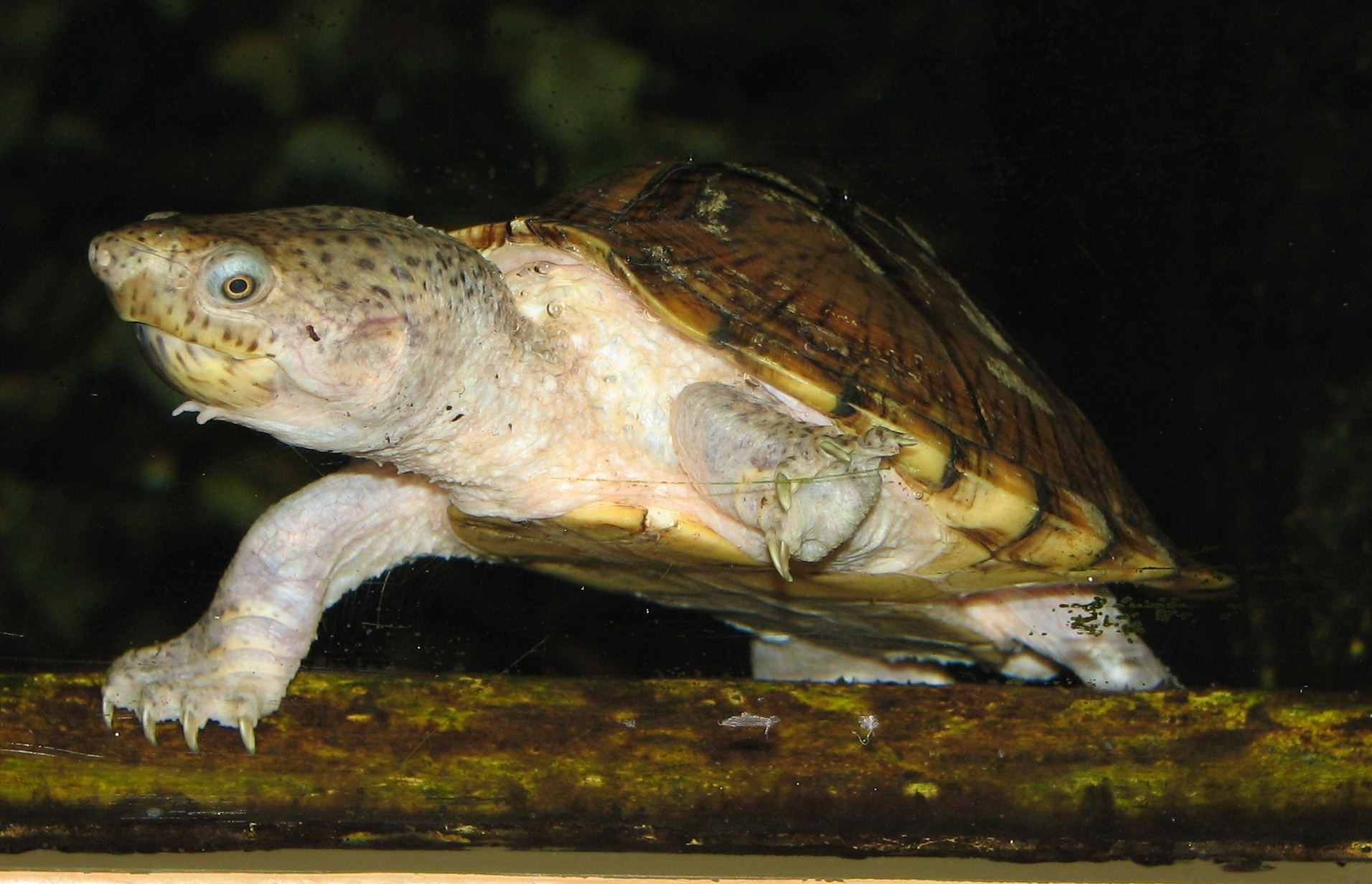
Adultes Männchen einer Dach-Moschusschildkröte

Die Dach-Moschusschildkröte (Sternotherus carinatus, Syn.: Kinosternum carinatum), auch Hochrückige Moschusschildkröte genannt, ist eine kleine bis mittelgroße Süßwasser-Schildkröte.

## Beschreibung
Der Carapax ist hellbraun, beige bis olivbraun gefärbt und besitzt dunkle Flecken- und Strichzeichnungen auf jedem Schild, dabei werden die einzelnen Carapaxschilde von einem dunklen schmalen Streifen umsäumt. Der deutsche Trivialname weist auf den stark ausgeprägten Mittelkiel hin, der an ein Dach erinnert. Bei jüngeren Exemplaren kann der Kiel besonders stark ausgeprägt sein und sich mit zunehmendem Alter abflachen.
Das Plastron-Schilde sind nur sehr schwach ausgebildet (beim Weibchen etwas stärker), wobei die Farbe zwischen Gelb und Braun schwanken kann. Zwischen den einzelnen Hornplatten befinden sich helle Bindegewebsnähte (beim Männchen stärker ausgebildet).
Die Weichteile der Art sind grau bis graubraun gefärbt mit schwarzen Sprenkeln, der Kiefer ist hingegeben mit schwarzen Streifen verziert. Am Kinn befindet sich ein Paar Barteln.
Bei den Jungtiere der Art sind Carapax, Plastron und die Weichteile hellbraun gefärbt und besitzen verschiedene Punkt- und Strichmuster. Der hintere Rand des Carapax ist gezackt.
Die Männchen der Dach-Moschusschildkröte werden bis zu 17,5 cm lang, Weibchen erreichen eine Körperlänge von maximal 13 cm. Somit ist sie die größte Art der Gattung Sternotherus.

## Verbreitung
Die Art ist in den südlichen USA verbreitet. Sie ist im Gebiet vom südöstlichen Oklahoma und Zentral-Arkansas bis Zentral-Texas und Mississippi verbreitet und kommt bis zum Golf von Mexiko vor.

## Natürlicher Lebensraum
Der Lebensraum der Dach-Moschusschildkröte erstreckt sich über große, langsam fließende Flüsse bis hin zu Sümpfen und Überschwemmungsgebiete mit reichhaltiger Vegetation, wobei weicher sandiger Bodengrund bevorzugt wird.

## Lebensweise
Die Dach-Moschusschildkröte ist wie alle Arten der Gattung Sternotherus eine stark aquatile Art, die das Gewässer nur selten für ein Sonnenbad verlässt. Sie ist stark an ihr Revier gebunden und vollzieht keine großen Wanderungen. Von Dezember bis Februar fallen die Tiere in eine Winterstarre, wobei Verstecke im Bodengrund und in den Böschungen aufgesucht werden. Aktiv ist die Art in die frühen Morgenstunden und Nachmittag bis Abend.
Das Tier ernährt sich omnivor; sein Nahrungsspektrum reicht von Insekten, Krebse, Muscheln, Schnecken und Amphibien über Aas bis hin zu Wasserpflanzen.

## Fortpflanzung
Die Fortpflanzungszeit liegt im Schwerpunkt im Zeitraum von Frühjahr bis Herbst. Somit können pro Saison bis zu zwei Gelege abgesetzt werden. Die Gelege umfassen meistens 2 bis 5 Eier. Unter natürlichen Bedingungen dauert die Inkubationszeit 100 bis 140 Tage. Somit schlüpfen die Jungtiere der Dach-Moschusschildkröte am spätesten im Vergleich der verschiedenen Sternotherus-Arten.

## Besonderheit
Den deutschen Namen Moschusschildkröte verdankt die Schildkröte ihren Moschusdrüsen, mit deren Hilfe sie ein stark riechendes Sekret absondern kann, um Fressfeinde zu vertreiben. Bei der Haltung im Aquaterrarium kommt der Einsatz der Drüsen sehr selten vor, z. B. wenn sie in die Hand genommen wird. Freischwimmend im Aquaterrarium werden sie nicht eingesetzt.

## Haltung im Aquaterrarium
Sie ist eine leicht zu haltende Art, die auch ausgewachsen mit einem Becken unter 200 Litern auskommt. Durch die im Vergleich zu anderen Arten geringe Schwimmfähigkeit sollte auf ein gut strukturiertes Becken mit Versteckmöglichkeiten geachtet werden. Nach einer Eingewöhnungszeit kommt sie auch mit einem höheren Wasserstand zurecht, es sollten aber immer Aufstiegsmöglichkeiten vorhanden sein, damit die Wasseroberfläche auch kletternd erreicht werden kann.
Die Nahrung besteht aus tierischen und pflanzlichen Anteilen.
Da es zu Unverträglichkeiten untereinander kommen kann, sollten die Tiere einzeln gehalten werden.